# Paweł z Zatora
Paweł z Zatora (ur. w Zatorze, zm. 9 grudnia 1463 w Krakowie) – polski duchowny katolicki i kaznodzieja, prawnik, wykładowca Uniwersytetu Krakowskiego. Kanonik krakowskiej kapituły katedralnej, wikariusz generalny in spiritualibus diecezji krakowskiej.

## Życiorys
Był synem nieznanego bliżej Mikołaja, mieszczanina zatorskiego. Stryjem Pawła był Jan, wikariusz wieczysty i altarysta św. Wawrzyńca w krakowskiej katedrze, duchowny związany z dworem królowej Jadwigi. Najprawdopodobniej dzięki niemu, Paweł pobierał nauki wpierw w szkole katedralnej, a od 1411 roku na Wydziale Sztuk Wyzwolonych Uniwersytetu Krakowskiego.
Po dwóch latach nauki uzyskał bakalaureat artium, a w 1415 roku również tytuł magistra. W księgach zanotowano, że z powodu ubóstwa nie uiścił opłaty w wysokości jednej grzywny za egzamin magisterski. Podjął następnie wykłady na Wydziale Sztuk Wyzwolonych, związał się ponadto ze szkołą katedralną, której (dzięki wsparciu Jana Szafrańca) został rektorem. W szkole katedralnej wykładał do 1432 roku, omawiając m.in. komentarze Henryka z Langenstein.
Około 1420 roku podjął studia na krakowskim Wydziale Prawa, na którym około 10 lat później uzyskał doktorat dekretów, zachowały się trzy mowy, wygłoszone przez Jana Elgota podczas promocji Pawła na bakałarza, licencjata i doktora dekretów.

### Działalność uniwersytecka
Po promocji doktorskiej Paweł z Zatora rozpoczął wykładać prawo na Uniwersytecie Krakowskim, czym zajmował się aż do śmierci.  Aktywnie uczestniczył w życiu uniwersyteckim, brał m.in. udział w dysputach dotyczących reform Kościoła i soborów. W latach 1440−1441 był członkiem komisji, mającej określić stanowisko uczelni wobec postanowień soboru bazylejskiego i doktryny koncyliarystów. Komisja debatowała nad kilkoma traktatami (m.in. Jana Elgota czy Jakuba z Paradyża), jednak uznała je za niezadowalające. Ostatecznie,  zadanie przygotowania traktatu powierzono Tomaszowi Strzępińskińskiemu, dzieło zostało następnie wysłane do Bazylei i publicznie odczytane jako oficjalne stanowisko krakowskiej uczelni.

### Kariera kościelna
W 1423 roku biskup Wojciech Jastrzębiec powierzył mu głoszenie kazań w krakowskiej katedrze. Trzy lata później został powołany jako jeden z notariuszy – członków komisji mającej zbadać domniemane cudy przy grobie królowej Jadwigi Andegaweńskiej. Zbigniew Oleśnicki mianował go w 1437 roku zastępcą Jana Elgota na stanowisku oficjała generalnego, a w latach 1439–1440 i 1453 był wikariuszem generalnym in spiritualibus diecezji krakowskiej, pełnił także funkcję sędziego polubownego.
W 1438 roku uzyskał dożywotnio kanonię w krakowskiej kapitule katedralnej. W latach 1444–1463 pełnił funkcję prokuratora kapituły i zarządzał jej dobrami. Czasowo dzierżył również parafie w Raciborowicach, Gołaczowych, Dzierążni i Podegrodziu. W Gołaczowych i Dzierążni wybudował murowane kościoły, a w Raciborowicach ufundował budowę murowanego prezbiterium.
Po śmierci biskupa Tomasza Strzępińskiego bronił uprawnień oraz niezależności kapituły katedralnej. 8 grudnia 1460 roku uczestniczył w elekcji Jana Lutkowica z Brzezia, a następnie należał do grupy kanoników sprzeciwiających się kandydatowi królewskiemu Janowi Gruszczyńskiemu i papieskiemu Jakubowi z Sienna. W 1462 roku administrator diecezji Jan z Pniowa po raz kolejny powołał go na urząd wikariusza generalnego diecezji krakowskiej, Paweł przez kilka miesięcy starał się zażegnać konflikt.
Aż przez 40 lat pełnił funkcję kaznodziei w krakowskiej katedrze, po ufundowaniu w 1454 roku stałej predykatury, z woli Zbigniewa Oleśnickiego był on pierwszą osobą, która ją objęła. Wygłosił kazanie m.in. podczas pogrzebu króla Władysława Jagiełły.

### Twórczość
Dotychczas nie udało się odnaleźć dzieł powstałych w związku z jego działalnością na Uniwersytecie Krakowskim. Pozostawił natomiast trzy kolekcje kazań: Sermones de tempore super epistolas dominicales, Sermones de tempore super evangelia dominicalia i Sermones de sanctis et praecipuis festis oraz wiele innych kazań zapisanych w różnych rękopisach, chociaż jego twórczość nie została jeszcze dokładnie zbadana. Cieszył się sławą najwybitniejszego kaznodziei głoszącego w języku polskim.

### Śmierć
Zmarł w Krakowie, 9 grudnia 1463 roku.

## Upamiętnienie
Jest patronem Publicznej Biblioteki w Zatorze, jego imieniem nazwano również jedną z zatorskich ulic.